# Podalonia canescens
Podalonia canescens är en biart som först beskrevs av Anders Gustav Dahlbom 1843.  Podalonia canescens ingår i släktet Podalonia och familjen grävsteklar.

## Underarter
Arten delas in i följande underarter:
- P. c. canescens
- P. c. madecassa